# Curassanthura bermudensis
Curassanthura bermudensis là một loài tôm isopod trong họ Leptanthuridae, là loài bản địa Bermuda. Nó được mô tả năm 1985 bởi Johann Wägele và Angelika Brandt trên cơ sở một bản mẫu đơn chưa trưởng thànhn. Mẫu dài 3mm được sưu tập ở động Church ở Bermuda, và nay được lưu tại Bảo tàng động vật Amsterdam.